# Hole
|  | Per a altres significats, vegeu «Hole (Noruega)». |

Hole és un grup de música de rock alternatiu / grunge format a Los Angeles el 1989. El grup fundat per Courtney Love, Eric Erlandson (guitarra elèctrica) i Lisa Roberts, dissolt el 2002. Lisa Roberts (baixista) va abandonar el projecte al cap de poc de començar. La banda va tenir durant un període una alineació de tres guitarres, essent el tercer Errol Stewert; però el primer àlbum fou interpretat per Love, Erlandson, la baixista Jill Emery i la bateria Caroline Rue. Emery i Rue van abandonar la banda el 1992, sent reemplaçades per Leslie Hardy i Patty Schemel respectivament. Hardi va abandonar també després gravar una única cançó: el senzill «Beautiful Son», i va ser reemplaçada per Kristen Pfaff el 1993. Kristen Pfaff va morir de sobredosi el 1994, i Melissa Auf der Maur va prendre el seu lloc des de 1995 fins a la dissolució de la banda. El 1998 Schemel va deixar també la banda, i Samantha Maloney va entrar com a bateria.

## Trajectòria
Hole ha publicat un total de tres àlbums oficials: «Pretty on the Inside», «Live Through This» i «Celebrity Skin». Cadascun dels quals mostra un so i un estil distintiu.
El primer àlbum es pot descriure com el menys polit, d'un fort estil punk. La banda experimenta amb afinacions alternatives, i els solos de guitarra són caòtics i resulten distorsionats. La major part de les cançons (en la música i la lletra) tracten de reflectir el títol de l'àlbum: aspre, brutal i violent en l'aparença exterior, però amb una base melòdica.
El seu segon àlbum d'estudi, «Live Through This» de 1994 fou considerat per la crítica com un dels millors àlbums de la dècada de 1990. El segon àlbum té un estil més semblant al Power pop, tot i que encara influït amb tocs més punk. Les cançons i les guitarres són menys abstractes, però d'igual manera adquireixen gran força de l'aparent simplicitat.
El tercer àlbum és més clarament Power pop, i s'hi pot veure present el desig subjacent de crear del no-res una obra perdurable. L'estil d'Erlandson amb la guitarra és innovador i complex, i les lletres de Love són profundes i sofisticades en tot l'àlbum.
Després d'haver publicat alguns singles amb Sympathy for the Record Industry i amb Sub Pop, Hole va publicar el seu primer àlbum «Pretty on the Inside» amb Caroline Records, el qual va ser ben rebut pels crítics de música alternativa. Hole va fer llavors una gira per Amèrica del Nord i Europa amb la finalitat de promocionar el disc.
Arran de l'èxit de l'àlbum i l'interès de la premsa per Courtney Love i el seu marit, Kurt Cobain, Hole va signar un contracte de vuit àlbums amb Geffen Records. El 1993, van entrar a l'estudi d'enregistrament per gravar el seu debut amb una de les firmes grans. El resultat va ser l'àlbum «Live Through This», que incloïa cançons reeixides com "Doll Parts," "Violet" i "Miss World".
«Live Through This» va ser publicat l'abril de 1994. Dos mesos després, la baixista de Hole, Kristen Pfaff va morir d'una sobredosi. El dia 1 de setembre de 1994, Hole va tocar per primera vegada després de reformar el grup, dedicant-ho a Kristen. El grup, amb Melissa Auf der Maur ara en el baix, va realitzar una gira extensiva durant 1994-1995.
Una de les seves aparicions més importants durant aquests anys va ser el MTV Unplugged, en el dia de Sant Valentí de 1995.

## «My Body, the Hand Grenade»
Tres anys després de l'èxit de Live Through This, Hole va publicar un àlbum que contenia els seus primers singles, i cares-b, així com gravacions més recents. La portada d'aquest disc mostrava un dels vestits de babydoll de Courtney en una vitrina de museu. La cara interior de la caràtula mostrava un cotxe destrossat, i la de fora, una imatge d'Anna Bolena en la qual no se'n veu el cap. L'enregistrament comença amb les primeres cançons de Hole, i cançons que van ser gravades però no van aparèixer en Live Through This, i acaba amb alguns directes, incloent l'MTV Unplugged de Sant Valentí.

## «Celebrity Skin»i dissolució del grup
El tercer àlbum de Hole contenia un so completament nou per a la banda, ja que era d'un estil més pop. «Celebrity Skin» va ser un èxit per a la crítica i es va vendre moderadament bé. El grup llavors consistia en Courtney Love, Eric Erlandson, Patti Schemel i Melissa Auf Der Maur.
Potser com una reacció a tota l'especulació anterior sobre el cas que Kurt Cobain era el veritable autor de les cançons del segon àlbum de Hole, Celebrity Skin enumera de forma específica les contribucions de cada músic en realitzar el disc, especificant l'autoria de cada cançó. Love va participar en totes les lletres, mentre que Erlandson i Michael Beinhorn, van participar en cadascuna de les cançons, al costat de Billi Corgan, de The Smashing Pumpkins (a més de Melissa Auf Der Maur, Patti Schemel, Jordon Zadorozny, de Blinken the Star, Charlotte Caffey de The Go Go's, els quals van participar d'una forma menor en les cançons) Billi Corgan es va oferir a ajudar amb les lletres i desconstruir les cançons al piano, però va acabar figurant com a coautor en cinc de les cançons de «Celebrity Skin». Malgrat això, l'àlbum va rebre controvèrsies sobre a qui acreditar-ne l'autoria, específicament, al pes de les contribucions de Corgan.
Love i Erlandson desmantellaren Hole oficialment a través d'un missatge a la pàgina oficial del grup en 2002. Després de la ruptura, els quatre músics van començar altres projectes. Auf der Maur es va unir a The Smashing Pumpkins i després va gravar un disc Auf Der Maur i va fer una gira amb ell; Erlandson continuà treballant com a productor i com a músic de sessions de gravació, Malonei se'n va anar de gira amb Mötley Crüe, Scarling, i els Eagles of Death Metal, i és, en l'actualitat, membre de Peaches (juntament amb un dels guitarristes que va acompanyar Courtney en el tour d'America's Sweetheart), i Love va començar una carrera en solitari, llançant el 2004 l'àlbum «America's Sweetheart».

## Àlbums d'estudi
- «Pretti on the Inside» (Caroline Records, 17 set. 1991)
- «Live Through This» (DGC Records, 12 d'abril del 1994)
- «Celebrity Skin» (Geffen Records, 8 de setembre del 1998)
- «Nobody's Daughter» (CherryForever, abril de 2010).